# Elephants... Teeth Sinking into Heart
Elephants... Teeth Sinking Into Heart – drugi studyjny album długogrający w karierze amerykańskiej wokalistki Rachael Yamagaty wyprodukowany głównie przy pomocy Mike'a Mogis'a (Bright Eyes, Rilo Kiley, The Faint) oraz producenta poprzedniej płyty Johna Alagii. Wydany 7 października 2008 w Ameryce Północnej oraz 2 marca 2009 w Anglii pod skrzydłami wytwórni Warner Bros Records.

## Album
Album składa się z dwóch części: Elephants, to pierwsza część, mroczna i nastrojowa, zawierająca głównie ballady oparte na gitarze akustycznej, fortepianie oraz sekcji smyczkowej, klimatem przypomina debiut wokalistki, Happenstance. Druga część albumu, krążek zatytułowany ...Teeth Sinking Into Heart, pokazuje z kolei rockowe oblicze Yamagaty. Na krążek składa się 5 kompozycji stylistycznie podobnych do dokonań PJ Harvey, czy Toma Waitsa. Za produkcję odpowiedzialny jest głównie Mike Mogis, a także John Alagia, który wyprodukował tylko dwa utwory na albumie (What If I Live i Horizon)

## Dystrybucja
Album, który pierwotnie miał być udostępniony do sprzedaży jesienią 2007 roku, w końcu potrzebował aż 4 lata by ujrzeć światło dzienne z powodu oczekiwania na wygaśnięcie kontraktu z poprzednią wytwórnią płytową, RCA, oraz zmianą managera artystki. Aktualnie artystka znajduje się pod skrzydłami wytwórni Warner Bros. Pierwszy singiel zapowiadający album oraz teledysk do utworu ujrzały światło dzienne 16 września 2008 roku. Album trafił na półki sklepowe 22 października 2008 roku w Japonii oraz 2 marca 2009 roku w Wielkiej Brytanii.

## Lista utworów
Elephants
1. "Elephants" — 4:14
2. "What If I Leave" — 5:03
3. "Little Life" — 4:07
4. "Sunday Afternoon" — 9:05
5. "Elephants Instrumental" — 1:46
6. "Duet" (with Ray LaMontagne) — 4:01
7. "Over and Over" — 5:25
8. "Brown Eyes" — 3:46
9. "Horizon" — 8:16
10. "The Only Fault" (Hidden track) — 4:04

...Teeth Sinking Into Heart
1. "Sidedish Friend" — 3:00
2. "Accident" — 4:10
3. "Faster" — 3:50
4. "Pause the Tragic Ending" — 4:42
5. "Don't" — 3:05

Elephants...Teeth Sinking Into Heart (Japanese Bonus Track Edition)
1. "Elephants" — 4:14
2. "What If I Leave" — 5:03
3. "Jonah" (Bonus Track) — 2:55
4. "Pause the Tragic Ending" — 4:42
5. "Faster" — 3:50
6. "Don't" — 3:05
7. "Accident" — 4:10
8. "Sidedish Friend" — 3:00
9. "Little Life" — 4:07
10. "Sunday Afternoon" — 9:04
11. "Elephants Instrumental" — 1:45
12. "Duet" (with Ray LaMontagne) — 4:01
13. "Over and Over" — 5:25
14. "The Only Fault" — 4:04
15. "Brown Eyes" — 3:46
16. "Horizon" — 8:16

## Notowania

### Album
| Year | Chart                                               | Position |
| ---- | --------------------------------------------------- | -------- |
| 2008 | Billboard Top 200 (U.S.)                            | 53       |
| 2008 | Billboard Top Digital Albums (U.S.)                 | 10       |
| 2008 | Billboard Top Modern Rock/Alternative Albums (U.S.) | 16       |
| 2008 | Billboard Top Internet Albums (U.S.)                | 12       |
| 2008 | Billboard Comprehensive Albums (U.S.)               | 54       |
| 2008 | Billboard Top Rock Albums (U.S.)                    | 20       |

### Single
| Title     | Chart                              | Position |
| --------- | ---------------------------------- | -------- |
| Elephants | Billboard Hot Singles Sales (U.S.) | 3        |